# 조디 후센트루트
조디 수 후센트루트(Jodi Sue Huisentruit: 1968년 5월 6일-2001년 5월 법적 사망 선언)는 미국의 뉴스 앵커다. 아이오와주의 지역방송 KIMT 소속이었다. 1995년 6월 27일 아침 출근하러 간다고 하고 실종되었다. 아파트에서 몸싸움의 흔적이 발견되어 납치된 것으로 추정되었으나 수사는 미궁에 빠졌고 현재까지 생사를 알 수 없다. 2001년 5월 법적으로 사망처리되었다.